# آلمن عبدی
آلمن عبدی (انگلیسی: Almen Abdi؛ زادهٔ ۲۱ اکتبر ۱۹۸۶) بازیکن فوتبال اهل سوئیس است.
از باشگاه‌هایی که در آن بازی کرده‌است می‌توان به زوریخ، باشگاه فوتبال لو مان، و اودینزه، واتفورد، تیم ملی فوتبال سوئیس، واتفورد، باشگاه فوتبال لو مان، و واتفورد اشاره کرد.
وی همچنین در تیم‌های ملی فوتبال Switzerland U21 Switzerland بازی کرده‌است.